# Egon Coordes
Egon Coordes (* 13. Juli 1944 in Wesermünde; † 17. Juni 2025 in Memmingen) war ein deutscher Fußballspieler und -trainer.

## Spielerkarriere
Egon Coordes begann seine Karriere als Spieler bei der Leher Turnerschaft. 1969 wechselte der damalige Polizeischüler, dessen Vater Alfred Einsatzleiter bei der Polizei in Bremerhaven war und 1967 wenige Tage vor seinem ersten Einsatz in der 1. Mannschaft des TuS Bremerhaven 93 plötzlich verstarb, aus der zweitklassigen Regionalliga zum SV Werder Bremen.
Bei dem Bundesligisten gelangte er nach einer Verletzung des rechten Verteidigers Josef Piontek in die erste Mannschaft und spielte dort auf der linken Abwehrseite, nachdem Horst-Dieter Höttges als Piontek-Vertreter von seiner dortigen Position auf die rechte Seite gewechselt war. In Bremen absolvierte er 50 Pflichtspiele und erzielte dabei ein Tor. 1971 unterschrieb er einen Vertrag beim VfB Stuttgart. Als Stuttgart am Ende der Saison 1974/75 in die 2. Bundesliga abstieg, erklärte Coordes mit 31 Jahren seinen Rücktritt als Fußballspieler. Insgesamt absolvierte er 157 Bundesligaspiele.

## Trainerkarriere
Seine Trainerkarriere begann Coordes bei seinem früheren Klub TuS Bremerhaven 93, mit dem er 1976/77 Meister der Oberliga Nord wurde, in die 2. Bundesliga aufstieg und den er fortan als Fusionsverein OSC Bremerhaven coachte. In Bremerhaven betrieb Coordes nach seiner Spielerlaufbahn auch ein Sportgeschäft und eine Bowlingbahn. Nach seinem Engagement dort war er Assistenztrainer an der Seite Udo Latteks bei Bayern München und trainierte in der Saison 1986/87 den VfB Stuttgart. Dort lieferte er sich eine Fehde mit der Lokalpresse, die dazu beitrug, dass er den Verein nach nur einer Saison wieder verließ. 1988 kehrte er als Assistenztrainer in der ersten Amtszeit von Jupp Heynckes zum FC Bayern zurück. Diese Position hatte er bis Oktober 1991 inne, als er infolge der für ihn nicht nachvollziehbaren Entlassung von Heynckes seine Anstellung selbst kündigte. Am 12. März 1992 übernahm er den Hamburger SV als Cheftrainer. Nach nur einem halben Jahr, in dem drei Siege, acht Remis und acht Niederlagen für seine Mannschaft zu Buche standen, wurde er am 21. September 1992 entlassen. Der Entlassung ging Coordes’ Forderung an den HSV-Manager Heribert Bruchhagen voraus, die fünf Spieler Thomas von Heesen, Harald Spörl, Frank Rohde, Jörg Bode und Carsten Kober nach einem Disco-Besuch zu suspendieren. Eine anschließend von der Vereinsführung veranlasste Abstimmung der Mannschaft über ihren Trainer fiel jedoch mit 14:3 gegen Coordes aus, was das Ende seiner Hamburger Zeit zur Folge hatte.
In den folgenden Jahren trainierte er mehrere Vereine, u. a. FK Austria Wien und die Olympiaauswahl des Iran. Sein späterer Arbeitgeber Hannover 96 stieg mit Coordes das erste Mal in der Vereinsgeschichte in die Drittklassigkeit ab.
Später wirkte Coordes als Chefanalytiker des FC Bayern München, war aber für die Saison 2011/12 im Trainerstab von Jupp Heynckes als Spielbeobachter vorgesehen. Ende 2012 wurde Coordes in den Trainerstab der Basketballabteilung des FCB berufen und war dort vor allem für die Fitness der Spieler zuständig. Bei den Bayern war er ab 2001 als Scout tätig und hatte diese Position zumindest bis 2011 inne. Nachdem er unter anderem von 2011 bis 2013 als Athletiktrainer des FC Bayern München tätig gewesen war, fungierte er in der Saison 2013/14 unter Pep Guardiola als Chefanalytiker und war danach bis Sommer 2020 wieder als Scout tätig. Zuletzt arbeitete er noch in der Saison 2020/21 als Spielanalyst mit.

## Privates
Der passionierte Tennisspieler lebte seit den 2000er Jahren mit seiner Familie in Memmingen, dem Geburtsort seiner Frau. Dort starb er nach langer Krankheit am 17. Juni 2025 im Alter von 80 Jahren.